# The Young OG Project
Albums de Fabolous
There Is No Competition 2: The Grieving Music Mixtape
(2010)
Singles
1. Lituation
Sortie : 5 décembre 2014
2. Ball Drop
Sortie : 14 décembre 2014

The Young OG Project est le sixième album studio de Fabolous, sorti le 25 décembre 2014.
Dans un premier temps, Fabolous a annoncé que son prochain album, après Loso's Way, s'appellerait Loso's Way 2: Rise to Power. Mais après de nombreux reports, le rappeur a décidé de publier un opus dont le titre est tiré d'une piste de la mixtape The Soul Tape 3.
Dans une interview donnée à MTV, il a déclaré que l'album serait très « années 1990 ». 
C'est le fils de Fabolous qui apparaît sur la pochette de l'album, assis sur un trône.

## Liste des titres
| No  | Titre                                                                                    | Auteur                     | Contient un (des) sample(s) de | Durée |
| --- | ---------------------------------------------------------------------------------------- | -------------------------- | ------------------------------ | ----- |
| 1.  | Lituation (Produit par Mally the Martian)                                                | John Jackson               | Lost Ones de Lauryn Hill       | 3:41  |
| 2.  | We Good (featuring Rich Homie Quan – Produit par Phonix Beats)                           | Jackson, Dequantes Lamar   |                                | 4:16  |
| 3.  | All Good (Produit par The Superiors et Detrakz)                                          | Jackson                    |                                | 3:45  |
| 4.  | You Made Me (featuring Tish Hyman (en) – Produit par Chase N. Cashe)                     | Jackson, Tish Hyman        |                                | 4:10  |
| 5.  | She Wildin' (featuring Chris Brown – Produit par C. Justice et The Superiors)            | Jackson, Christopher Brown |                                | 3:49  |
| 6.  | Ball Drop (featuring French Montana – Produit par O.Z et The Mekanics)                   | Jackson, Kharim Kharbouch  |                                | 5:24  |
| 7.  | Bish Bounce (Produit par Vinylz et Boi-1da)                                              | Jackson                    |                                | 3:59  |
| 8.  | Rap & Sex (Produit par C-Sick)                                                           | Jackson                    |                                | 4:29  |
| 9.  | Gone for the Winter (featuring Velous – Produit par DJ Relly Rell, Vinylz, Jahaan Sweet) | Jackson, Bryant            |                                | 6:16  |
| 10. | Cinnamon Apple (featuring Kevin Hart – Produit par Phonix Beats)                         | Jackson, Kevin Hart        |                                | 3:12  |
| 11. | Young OG II (featuring Abir Haronni – Produit par Mally the Martian)                     | Jackson, Abir Haronni      |                                | 6:03  |